# Campiglossa dreisbachorum
Campiglossa dreisbachorum este o specie de muște din genul Campiglossa, familia Tephritidae. A fost descrisă pentru prima dată de Gottfried Novak în anul 1974. Conform Catalogue of Life specia Campiglossa dreisbachorum nu are subspecii cunoscute.